# Mimononyma flavovariegata
Mimononyma flavovariegata är en skalbaggsart som beskrevs av Stefan von Breuning 1960. Mimononyma flavovariegata ingår i släktet Mimononyma och familjen långhorningar. Inga underarter finns listade i Catalogue of Life.